# Codice fantasma
Codice fantasma (The Numbers Station) è un film del 2013 diretto da Kasper Barfoed.

## Trama
Un agente speciale riceve valutazioni psichiche negative e decide così di prendersi una pausa accettando un incarico apparentemente semplice, quello di proteggere una ragazza, crittografa in una numbers station. Un agguato però complicherà parecchio le cose e costringerà entrambi a lottare per sopravvivere.

## Produzione

### Cast
L'attore Ethan Hawke fu inizialmente scritturato per il ruolo principale, ma successivamente abbandonò il progetto e fu rimpiazzato da John Cusack.

### Riprese
Le riprese del film sono state effettuate in Inghilterra.

## Distribuzione
Il primo trailer del film viene diffuso il 12 febbraio 2013.
La pellicola è stata distribuita nelle sale cinematografiche danesi a partire dal 18 aprile 2013 ed in quelle islandesi dal 3 maggio. In Italia arriva il 6 febbraio 2014.